# Isabel Compter i de Sagarriga
Isabel Compter i de Sagarriga (Perpinyà, 1632 – 1653) va ser una poetessa rossellonenca. En algunes fonts bibliogràfiques també apareix documentada amb els primers cognoms Còmpter, Conpter o Comte.
Va ser filla d'Onofre Compter, doctor en dret i rector de la Universitat de Perpinyà i de la seva primera esposa, Maria de Sagarriga i Ballaró. Va tenir una germana (Maria Agna) i dos germanastres (Francisco i Anna), fills del segon matrimoni del seu pare.
És coneguda per una obra poètica de cent setanta-nou versos en català, titulada Liras a nostra senyora del Carme i reproduïda en el llibre de Josep Elies Estrugós Fenix Catala, o Llibre del singular privilegi, fauors, gracias, y miracles de Nostra Senyora del mont del Carme. Aquest autor indica que les Liras (sic) són «fetas per Mi Senyora Isabel Conpter, y de Sagarriga monja escolana Canongessa de S. Agusti en lo Convenc de Sant Salvador de la vila de Perpinya». Probablement va sortir-se de monja, perquè en alguns llocs s'indica que el 1652, un any abans de la seva mort, es va casar amb el jurista Francesc de Blanes i Ros.